# Sjoerd van Ginneken
Sjoerd van Ginneken, né le 6 novembre 1992 à Heerle, est un coureur cycliste néerlandais, professionnel de 2015 à 2019.

## Biographie
Sjoerd van Ginneken naît le 6 novembre 1992 aux Pays-Bas.
Il intègre l'équipe Parkhotel Valkenburg en 2012, puis s'engage chez Metec-TKH Continental en 2014, il remporte alors les contre-la-montre par équipes de la 1re étape du Tour de Slovaquie et de la 1re étape du Czech Cycling Tour, et termine 3e de la Baronie Breda Classic.
En 2015, il devient professionnel au sein de la nouvelle équipe Roompot, qui prend le nom de Roompot Oranje Peloton au cours du mois de mars.
Au mois de septembre 2016 il prolonge son contrat avec la formation néerlandaise Roompot-Oranje Peloton.
Au deuxième semestre 2018, il se classe treizième du Circuit Mandel-Lys-Escaut et septième de la Course des raisins. Il arrête sa carrière à l'issue de la saison 2019.

## Palmarès et classements mondiaux

### Palmarès
- 2014[1]
  - 1re étape du Tour de Slovaquie (contre-la-montre par équipes)
  - 1re étape du Czech Cycling Tour (contre-la-montre par équipes)
  - 2e de la Ruddervoorde Koerse
  - 3e de la Baronie Breda Classic

### Classements mondiaux
| Année           | 2014 | 2015 |
| --------------- | ---- | ---- |
| UCI Europe Tour | 364e | 842e |